# Bahnhof Oldenbüttel
Der Bahnhof Oldenbüttel in der niedersächsischen Gemeinde Hambergen, Ortsteil Oldenbüttel, wurde am Ende des 19. Jahrhunderts gebaut. Aktuell (2025) werden die Gebäude u. a. als Bahnhof und als Lager genutzt.
Empfangsgebäude und Güterschuppen stehen sowohl als Ensemble als auch Einzelgebäude unter Denkmalschutz (siehe auch Liste der Baudenkmale in Hambergen).

## Geschichte und Beschreibung
Hambergen wurde als kleines Gut Ambergen im Besitz des Erzbischofs von Bremen erstmals 1056 erwähnt. Die Bahnlinie von Bremen nach Geestemünde mit dem Bahnhof in Oldenbüttel beschleunigte ab 1862 die Entwicklung des Ortes.
Die Linie RS 2 (früher 2 und 5) der Regio-S-Bahn Bremen/Niedersachsen fährt seit Dezember 2010 auf der Nord-Süd-Verbindung von Bremerhaven-Lehe, Bremerhaven Hbf, Bremerhaven-Wulsdorf, Loxstedt, Lunestedt, Stubben, Lübberstedt, Oldenbüttel, Osterholz-Scharmbeck, Ritterhude, Bremen-Burg, Bremen Hbf, Bremen-Hemelingen, Dreye, Kirchweyhe, Barrien, Syke, Bramstedt, Bassum bis nach Twistringen.
Das Ensemble östlich der Gleise besteht aus
- dem dreigeschossigen verklinkerten Empfangsgebäude von um 1890 auf T-förmigem Grundriss mit schiefergedecktem Satteldach, dem dreiachsigen durchgehenden Risalit mit Satteldach an der Nordseite mit den Eingängen und einem eingeschossigen Anbau an der Südseite sowie Wohnraum im Obergeschoss,[2]
- dem eingeschossigen Güterschuppen aus dem 19. Jahrhundert in Fachwerk mit Steinausfachungen, mit Satteldach in Schieferdeckung und mit der Laderampe.[3]

Das Landesdenkmalamt befand u. a.: „… orts- und verkehrsgeschichtlicher, gebäudetypischer und landschaftsbildprägender Zeugniswert …. “
Der Bahnhof verfügt über zwei Bahnsteiggleise mit Seitenbahnsteig. Zwischen den Gleisen ist noch ein Durchgangs- und Ausweichgleis vorhanden. 